# アシュラフ・ラザール
アシュラフ・ラザール（Achraf Lazaar (アラビア語: أشرف لزعر, 1992年1月22日 - ）は、モロッコ・カサブランカ出身の同国代表サッカー選手。ノヴァーラFC所属。ポジションはDF（左サイドバック）。

## 経歴
モロッコの最大都市カサブランカに生まれ、2003年に両親と共にイタリアへ移住した。15歳の時にASヴァレーゼ1910のユースに入団。2012年にセリエBでトップチームデビューを飾ると、クラブの有望株として注目を集めた。
2014年1月より、セリエBで首位を走るUSチッタ・ディ・パレルモへシーズン終了までの期限付き移籍となる。当初はファビオ・ダプレラの控えと目されていたが、高パフォーマンスを見せスタメンの座を奪取。シーズン終了後に買い取りオプションが行使されパレルモへ完全移籍を果たした。
2016年8月28日、フットボールリーグ・チャンピオンシップのニューカッスル・ユナイテッドFCと5年契約を締結。9月20日に行われたEFLカップのウルヴァーハンプトン・ワンダラーズFC戦でデビューし2-0の勝利で飾った。リーグ戦においては10月15日のブレントフォードFC戦 (3-1) で72分にヨアン・グフランとの交代で初出場。最終的にクラブはチャンピオンシップ優勝を達成したが、自身はカップ戦含め9試合の出場に留まった。
2017年8月31日、セリエAへ初昇格したベネヴェント・カルチョへシーズンローンとなりイタリアへ復帰した。
2021年2月11日、ワトフォードFCに移籍した。
2021年8月26日、ポルティモネンセSCに移籍した。
2023年2月2日、ノヴァーラFCに移籍した。

## 代表歴
少年期よりイタリアで育ったが、当初は法的問題により市民権を取得しておらず同国代表でプレーする資格は有していなかった。モロッコ代表といずれの代表チームでプレーしたいかの意思は明確にしていなかったが、初めに招集の関心を本格的に示した代表チームでプレーすることを表明していた。
パレルモでの活躍によりモロッコ代表から招集を受けると、2014年5月23日に開催されたモザンビークとの親善試合でデビューし4-0で勝利した。